# 政治将校
政治将校（せいじしょうこう、英: political commissar、political officer）とは、主に一党独裁国家において、政府および一体となる党が軍隊を統制する為に各部隊に派遣した将校のことを指す。政府の政治原則を逸脱する命令を発する軍司令官を罷免する権限を有していることもある。軍とはまったく異なる指揮系統に属し、プロパガンダ、防諜、反党思想の取り締まりを担う軍隊内の政治指導を任務とし、広義のシビリアンコントロールである。なお、政治士官、コミッサール（イラク・バアス党の様に体制派寄りの非軍人（文官官僚）が担った例もある） 、軍事委員、または軍隊以外の組織に置かれるものを含めて政治委員（ポリトルーク）、政治指導員、政治指導官と呼ばれる場合もある。

## ソビエト連邦の政治委員・政治将校

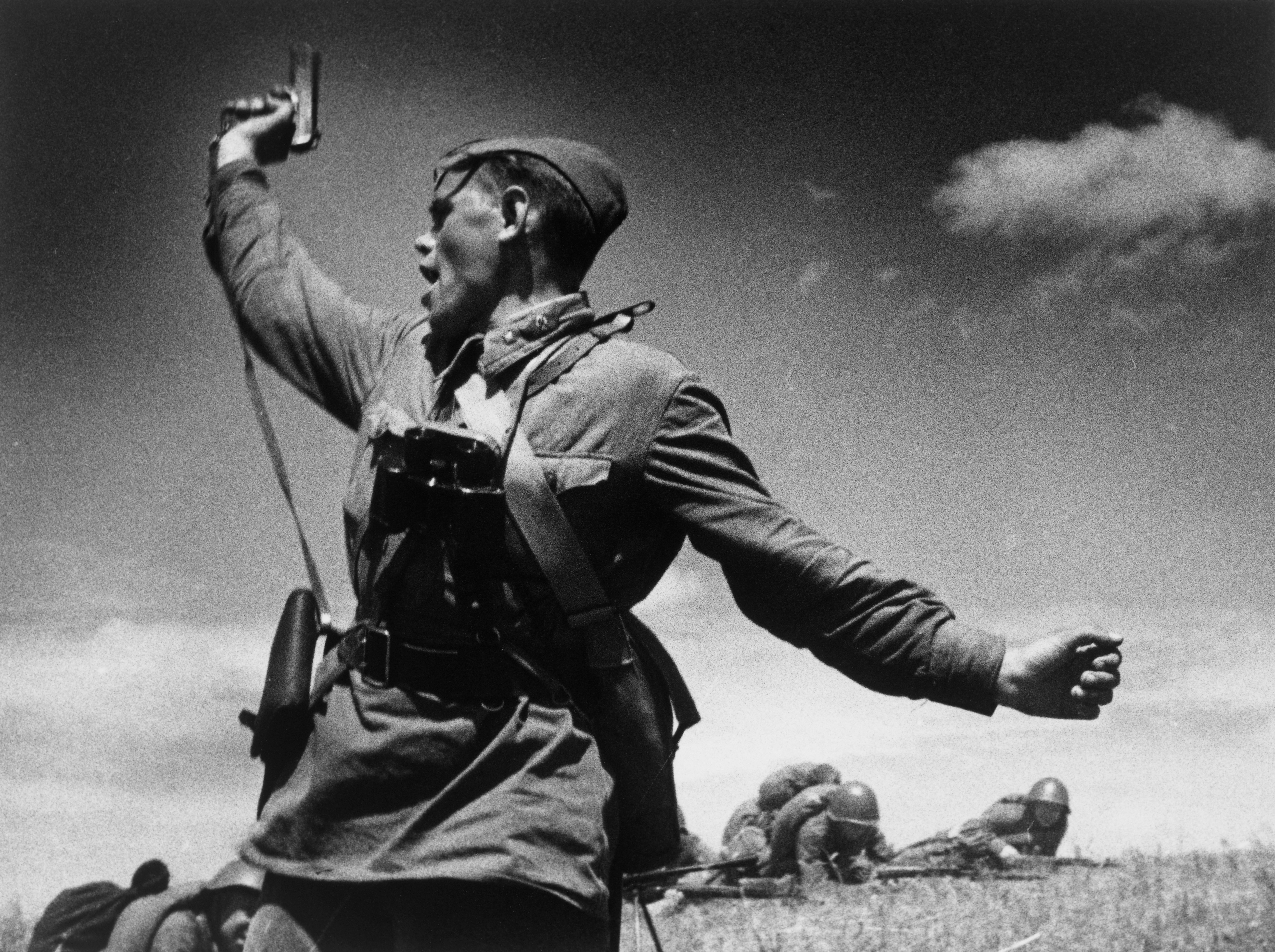
写真『大隊長』。戦場で指揮を執る赤軍の政治将校。第4狙撃師団第220狙撃連隊の下級政治委員アレクセイ・エリョーメンコとされる。1942年7月12日、ウクライナ・ヴォロシロヴグラード州にて

政治将校の制度はロシア革命時にウラジーミル・レーニンが考案したことが始まりとされる。
成立当初の赤軍には正規の専門的な軍事教育を受けた者はほとんど存在せず、「武装された労働者の革命軍」から「革命を防衛するための国軍」へと再編制するのが急務であった。革命政権は旧ロシア帝国軍の将校を「軍事専門家」として部隊に配置することとしたが、敵階級であるブルジョワ・貴族階級出身の将校たちには新政権に協力する意思などほとんどなかったため、職務放棄が相次いだ。レフ・トロツキーは、レーニンによる帝国軍人の処刑を止めさせてノウハウを受け継ぐために、そして代わりに軍人を監視する目的で政治将校制度を創設することを進言し、採用された（アラン・ブロック『ヒトラーとスターリン』）。その結果、1918年4月に最高軍事会議直属のコミッサール（政治委員）が全軍に配置された。政治委員は部隊の命令に副署する権限が与えられ、政治委員の副署のない命令には部隊は服従してはならないこととされた。また将校の抗命を抑えるため「射殺を含めあらゆる手段によって、反革命分子に対して非情に対処する権限」を有するとトロツキーによって宣言された。
本来、政治委員の職務は軍内部のプロパガンダと政治的忠誠心の保持であり、作戦を司る将校とは権限や指揮系統が完全に分離されていた。しかし、政治委員は「革命」権限の名の下に将校を圧倒し、頻繁に作戦事項に介入して混乱を招いた（二元統帥問題）。こうした事態を受けて1931年に、いったん政治委員制度は廃止された。しかし共産党が軍隊を監視の目から解放したわけではなく、軍内部のプロパガンダ活動は「指揮官政治補佐」へと引き継がれた。これがいわゆる「政治将校」である。しかし赤軍内部の大粛清が行われると、減少した党員将校を補完する目的ですぐに政治委員制度へと復帰した。しかしそれにより二元統帥問題も再発し、それがさらに粛清に拍車をかけたことによって実戦経験・実務能力のある将校や下士官が大幅に減少したことと重なり、第二次世界大戦における赤軍の指揮作戦能力・兵器運用能力の低下と緒戦の大損害の一因となった。
戦後ソビエトの指導者となったニキータ・フルシチョフ、レオニード・ブレジネフなどは大戦時代、政治委員として辣腕を振るっていた。敵国だったドイツ国防軍最高司令部は、捕らえた政治委員を一般捕虜から「隔離」して「処分」すべしとのいわゆるコミッサール指令を出していた。また、作戦が失敗すると政治委員は味方上層部からも強く責任を追及され、処刑される者もいた。そのため、自身も非常に不安定かつ危険な境遇に置かれた政治委員は、しばしば部隊に無理な作戦行動を強いて多大な犠牲を出すこともよく見られた。
その後、戦争の危機が去ると政治委員制度は再び廃止され、政治将校制度が復活した。同じころ、赤軍は正式にソ連の国軍たるソビエト連邦軍に移行し、レーニン時代からの懸案であった革命軍の再編成は名実ともに達成された。結局はソビエト連邦の崩壊までソビエト軍には政治担当部署が存続したが、ソ連崩壊後、もはや政治将校は無用の長物として、折からの経済危機もあって当然真っ先に削減の対象となった。しかし、新生ロシア連邦軍が予想外の苦戦を強いられた第1次チェチェン戦争後、状況は少し変わっていく。チェチェン紛争時、マスコミを巧みに利用したチェチェン人側のプロパガンダのため、ロシア軍内では抗命や脱走が相次ぎ、国民中に反戦運動が高まる等、厭戦気運が蔓延した。そのため、軍当局は兵士の心理戦防護と戦争の目的を宣伝する必要性を痛感し、政治将校を復権させつつある。
なお、政治将校は監視や作戦への介入、将兵への政治教育だけではなく、ときに将兵へのカウンセリングや読み書きの教育なども行っている。また、正規将校の腐敗や横暴に対する内部告発の窓口的役割も兼ねており、権力を分散させて相互の抑制と均衡を図るという意味においても、その存在はまったくの有害無益と言い切ることはできない。なお、正規将校では恒常的な業務のなかで手を回すことができにくい将兵の士気高揚及び教育、カウンセリングやプロパガンダを専門につかさどるうえ、政治将校選抜要件に正規将校の教育と経験が条件とされていることから戦後のソ連軍では正規将校との軋轢は少なかった。

## 中華人民共和国の政治委員
中国人民解放軍では、中華民国の反乱軍であった紅軍当初から党の軍隊として組織された経緯から、一般軍人と政治委員の関係は良好であった。1927年の南昌蜂起以来、軍にはソビエト軍を真似て党代表が置かれていたが、1929年の「古田会議」において毛沢東の主導により「政治委員」に改称され、強力な政治委員制度が成立した。政治委員にはソビエト軍を真似て作戦命令に対する副署権が与えられた。
さらに人民解放軍の特徴は、軍内部に共産党支部が設置され、この党支部が作戦事項を決定するとされたことである。これにより共産党自身が作戦の立案をも行うというソビエト軍を遥かに上回る強大な権力が党に与えられたのである。政治委員は軍内党支部の書記（責任者）を兼ねていたため、ソビエト軍では不正行為とされた作戦に対する政治委員の介入が公然と認められた。1930年の「中国工農紅軍政治委員工作暫行条例」において政治委員の職権が明記され、政治面では単独で命令を発することができ、軍事面でも副署権が与えられるとともに、軍指揮官と対立した場合にはその命令を停止させることができた。
しかし共産党の基本戦術が全土の支配地域に「解放区」を打ち立て支配する方式であったため、解放区を管理する各地の軍が政治委員（軍委員会書記）の支配下に置かれることになった。これは現在の中華人民共和国の地方制度支配に連なっていくことになる。現在でも、政治将校は、部隊長の次席として政治工作を担当し、第二梯隊や予備隊を指揮する職責にある。

## ベトナム社会主義共和国の政治委員
ベトナムでも、ベトナム人民軍が当初から党の軍隊として組織され、また、党・軍創設初期に中華人民共和国の影響を強く受けたことから、中華人民共和国に準じた強力な権限を有する政治委員（Chính uỷ、政委）制度が設けられている。

## ナチス党指導下のドイツの国家社会主義指導将校
1943年11月22日、アドルフ・ヒトラーはドイツ国防軍に対するイデオロギー支配の強化が戦局を転回するとして、国防軍部隊に国家社会主義指導将校（ドイツ語: Nationalsozialistischer Führungsoffizier、NSFO）を配置する制度を導入した。7月20日事件以降には海軍にも配置され、ナチ党による国防軍支配が強化された。
NSFOはナチ党の審査・承認を経た上で任命されたものの、国防軍の将校団から選抜された軍人であるという点で、他国の政治将校とは異なる存在であった。師団以上のレベルでは常勤のNSFOが指揮官に直属したのに対し、連隊・大隊レベルでは一般将校が本来業務と兼務、中隊レベルでは指揮官が兼務する形をとった。1944年の年末時点で、NSFOとなる教育を受けた将校は常勤者で約1100名、非常勤（兼務）者で約4万7000名を数えた。

## その他の政治将校
そのほか蔣経国時代の中華民国軍、革命後にイスラム主義国家となったイラン軍、ソ連軍の影響下で創立された東ドイツ軍にも政治将校制度が存在している。